# Человек, который знал слишком много (Честертон)
«Человек, который знал слишком много» (англ. The Man Who Knew Too Much) — детективный сборник рассказов Гилберта Кита Честертона, написанный в 1922 году.
Большинство рассказов сборника повествует об унылом аристократе Хорне Фишере, который имеет талант раскрывать преступления.

## Рассказы
Рассказы публиковались в журнале Harper’s Monthly Magazine в период с апреля 1920 года по июнь 1922 года. Отдельным сборником издательство Cassell and Company опубликовало их в 1922 году.
| №    | Русское название    | Англ. название                | Синопсис |
| ---- | ------------------- | ----------------------------- | --- |
| I    | «Лицо на мишени»    | The Face in the Target        | Журналист Гарольд Марч приезжает в имение, чтобы взять интервью у министра и становится свидетелем убийства. Фишер, с которым он знакомится случайно, находит убийцу.   |
| II   | «Неуловимый принц»  | The Vanishing Prince, A Story | Британские власти охотятся за ирландским революционером, во время засады гибнут полицейские. (Действие происходит за 15 лет до предыдущего рассказа).                   |
| III  | «Душа школьника»    | The Soul of the Schoolboy     | В Лондоне выставлена ранняя христианская монета с изображением Святого Павла. Во время посещения дядей и племянником склепа, где она хранится, монета исчезает.         |
| IV   | «Бездонный колодец» | The Bottomless Well           | Где-то на Востоке есть древняя шахта, с которой связана древняя арабская легенда. Английский гарнизон устроил рядом поле для гольфа, на котором вскоре находят тело.    |
| V    | «Причуда рыболова»  | The Fad of the Fisherman      | Миллионер-чудак проводит целые дни за ужением рыбы, чем вызывает недоумение у своих гостей.                                                                             |
| VI   | «Волков лаз»        | The Hole in the Wall          | В имении Парк Приора (он же Волховклаз) на Рождество происходит маскарад и катание на коньках. Ночью Фишер просыпается от страшного крика.                              |
| VII  | «Белая ворона»      | The Temple of Silence         | О том, как Фишер в ранней молодости выставил свою кандидатуру на пост в парламент. Противником его оказался местный помещик Вернер, которого соседи за что-то не любят. |
| VIII | «Месть статуи»      | The Vengeance of the Statue   | Начинается война с новым паназиатским государством. Фишер и Марч живут в полуразвалившейся гостинице в Кенте, чтобы организовать национальную оборону.                  |

Сборник, изданный в 1922 году, назывался «The Man Who Knew Too Much: And Other Stories». Кроме рассказов о Хорне Фишере, в него вошли следующие рассказы:
- Деревья гордыни (The Trees of Pride)
- Дымный сад  (The Garden of Smoke)
- Пятерка шпаг  (The Five of Swords)
- The Tower of Treason

## Хорн Фишер
Хорн Фишер (англ. Horne Fisher) — главный герой сборника, сыщик-любитель. Отличительной чертой рассказов является то, что преступники обычно не получают воздаяния: мы узнаем правду, но справедливость не торжествует. Рассказы наполнены печалью. Фишер ощущает себя соучастником преступлений, совершенных аристократами-британцами.
«Я знаю слишком много, — сказал он. — Вот в чём моя беда. Вот в чём беда всех нас и всей этой ярмарки: мы слишком много знаем. Слишком много друг о друге, слишком много о себе. Потому я сейчас и заинтересован тем, чего не знаю» (I). «Как раз то, что я знаю, наверняка и знать не стоит. Это все темные стороны жизни, все тайные побуждения и грязные интриги, подкуп и шантаж, именуемые политикой» (IV). «Я знаю слишком много, — ответил Хорн Фишер, — но, к сожалению, совсем не то, что нужно» (V).
По рождению он принадлежит к высшему британскому обществу, однако не пользуется его преимуществами. Первый рассказ цикла представляет его, как любителя рыбной ловли и двоюродного брата министра финансов сэра Говарда Хорна. Он знаком со всеми: «Мистер Хорн Фишер не старался чернить своих высокородных друзей и родных: о некоторых он говорил даже нежно. И тем не менее все они — и мужчины и женщины — предстали в совершенно новом свете; казалось, что они случайно носят имена, известные всем и каждому и мелькающие в газетах. Самые яростные нападки не показались бы Марчу такими мятежными, как эта холодная фамильярность». «Его родственники и свойственники пронизывали весь правящий класс Великобритании»: кузеном ему приходится военный министр, троюродным братом — министр просвещения, зятем — министр труда, а министр религиозных миссий и нравственного совершенства — мужем тетки, перечисляет Честертон, явно иронизируя. У Фишера есть и свой «Майкрофт» (его брат «сэр Генри Гарленд Фишер (после его фамилии шла ещё длинная вереница имен) занимал в министерстве иностранных дел какой-то пост, куда более важный, чем пост министра»). «Премьер-министр — друг моего отца. Министр иностранных дел женился на моей сестре. Канцлер казначейства — мой двоюродный брат», говорит Фишер (VIII).
Описание его внешности: «Незнакомец был светловолос, с очень бледным и апатичным лицом, тяжелыми веками и горбатым носом. Когда его лицо было затенено широкополой белой шляпой, светлые усы и худоба, вероятно, молодили его. Но теперь шляпа лежала рядом, видны были залысины на лбу и запавшие глаза, говорившие о напряженной мысли и, возможно, физическом недомогании (…) его орлиный профиль резко вырисовывался на фоне неба». (I) В молодости мы видим его как «молодого человека довольно апатичного вида со светлыми усами и преждевременно поредевшими волосами (…) молодой человек, медлительный и томный (…) казалось, с его глаз, словно с глаз орла, сдвинулась пленка, обычно прикрывавшая их (…) С тех пор прошло пятнадцать лет. Волосы Хорна Фишера ещё более поредели, на лбу образовались залысины, в движениях его длинных и тонких рук было больше усталости и меньше выразительности» (II). «Высокий лысый человек с огромным носом» (III). «он как будто родился усталым. Этот высокий, бледный, бесстрастный человек с лысеющим лбом и светлыми волосами редко выражал досаду в какой-нибудь иной форме, кроме скуки» (V).
Он сирота и холостяк. Из рассказа «Неуловимый принц» мы узнаем, что Фишер в молодости служил секретарем у своего родственника сэра Уолтера Кэри, крайне высокопоставленного британского чиновника в Ирландии (будущего премьер-министра). Это было первым расследованием Фишера. В ранней молодости он выставил свою кандидатуру на пост в парламент (VII). В I и III его занятия не указаны, в IV он служит гражданским чиновником на Востоке. В последнем рассказе сборника упоминается некая земельная реформа, проведенная согласно его замыслом, но в итоге Хорн Фишер погибает на войне с новым азиатским государством, возникшим в Сибири, при вторжении в Британию.
В качестве прототипа Фишера называли друга Честертона, писателя и дипломата Мориса Бэринга. Однако тот весьма отличается от персонажа: «По общему мнению, настоящий Бэринг был обаятельным, приветливым джентльменом, который умел смеяться и не боялся выставить себя дураком, беспечно балансируя полным бокалом вина на своей лысой голове на общественных собраниях. Хорну Фишеру явно не хватает как обаяния, так и юмора».

## Анализ
Вместе со сборником 1925 года «Охотничьи рассказы» эту книгу причисляют к числу «distributist novel», подразумевая проповедь в ней автором социально-экономической теории дистрибутизм. Биограф писателя Э. Стоун Дейл пишет, что про «Охотничьи рассказы» — это «еще одна из честертоновских книг, так называемых „дистрибутистскими“, первой из них является „Человек, который знал слишком много“. Эти рассказы повествуют о дистрибутистской аграрной революции, они опубликованы именно тогда, когда Ллойд Джордж пытался оживить либеральную партию новой схемой раздачи земли, которая в реальности была её национализацией». Эти идеи, впрочем, очевидны лишь в одном рассказе сборника — «Белая ворона», где ими вдохновлен молодой Хорн Фишер; также в рассказе «Месть статуи» упоминается о неком эксперименте по развитию крестьянских хозяйств на западе Англии, проведенном в соответствии с давним замыслом Хорна Фишера.
«Все ведущие сыщики великих традиций неизбежно являются вариантами и в то же время контрвариантами Шерлока Холмса, — писал Вернер фон Коппенфельс, — и очевидно вялый Хорн Фишер, преждевременно облысевший, с тревожными морщинами, сонными веками и пораженцем, висящими усами» — один из самых оригинальных типов в линии преемственности. Решения Фишера, по словам исследователя, всегда «в высшей степени парадоксальны и гениальны, но, как ни возмутительно, они не имеют последствий для злодеев, потому что то, что он раскрывает, должно быть немедленно скрыто».

## Экранизации
Рассказы не были экранизированы на родине. Хичкок использовал название сборника для двух своих независимых фильмов, поскольку оно ему понравилось, и он владел правами на некоторые из этих честертоновских рассказов.
Советская экранизация по мотивам этого и других рассказов Честертона, включая «Отца Брауна» — «Лицо на мишени» (1979). Использован материал двух рассказов — «Лицо на мишени» и «Причуда рыболова».